# Globba curtisii
Globba curtisii är en enhjärtbladig växtart som beskrevs av Richard Eric Holttum. Globba curtisii ingår i släktet Globba och familjen Zingiberaceae. Inga underarter finns listade i Catalogue of Life.